# Tympanon

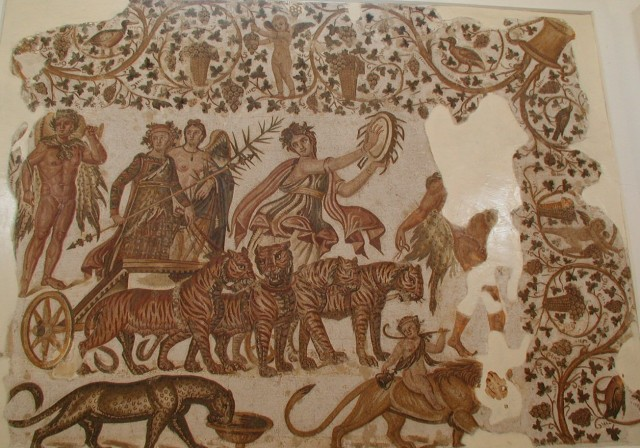
El triomf de Dionís, amb una Ménade que toca un tympanum, en un mosaic romà de Tunísia (del)

El  tympanon  grec o  tympanum  era una mena de timbal o pandereta utilitzat a l'antic Egipte i l'antiga Roma. Els grecs el relacionaven amb el déu grec Sabazi, el culte a Cíbele i a Dionís.

## Descripció
Aquest instrument era pla i de forma circular, es tocava colpejant amb el genoll. Algunes representacions mostren decoracions o objectes semblants als cròtals al voltant del marc. L'instrument era tocat pels devots en els ritus de Dionís, Cíbele i Sabazius.
Es creu que el  tympanum  va sorgir a l'antic Orient Pròxim, però apareix primer a l'art grec el segle viii dC, en un disc votiu de bronze trobat en una cova de Creta, que era un lloc del culte a Zeus.

## Culte a Dionís
El  tympanum  és un dels objectes que es portaven sovint al  thiasos , per part del seguici de Dionís. Aquest instrument solia ser tocat per les Mènades, mentre que els instruments de vent per exemple la flauta de pan o l'aulos eren tocats pels sàtirs.
La interpretació de música frenètica contribuïa a fer que s'arribés a un estat extàtic que els devots de Dionís buscaven.

## Culte a Cibeles

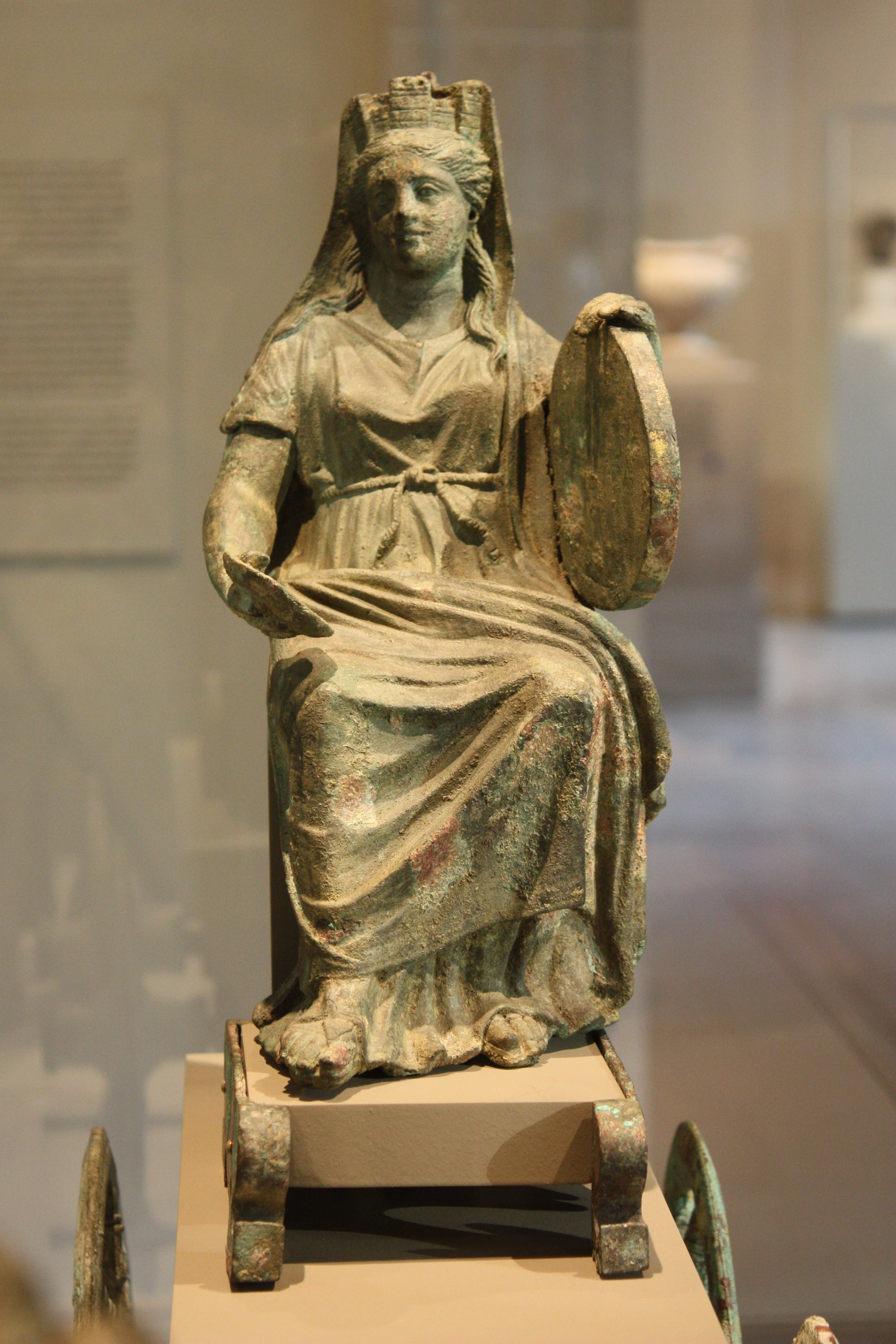
Cíbele coronada amb una torre, sostenint un tympanum a la mà esquerra.

El  tympanum  era el més comú dels instruments musicals associats als ritus de Cíbele dins l'art i la literatura de Grècia i de Roma, però no apareix en les representacions de l'Anatòlia, on va sorgir la deessa. A partir del segle vi dC, la iconografia de Cíbele com  Meter ("mare") o en llatí  Magna Mater  (la "gran mare") se sol mostrar amb el  tympanum  recolzat en el seu braç esquerre, generalment asseguda i amb un lleó a la falda o simplement en presència.
L'"Himne homèric a la gran mare" diu que la deessa estima el so del  tympanum . Aquest tambor continuar caracteritzant com un atribut de Cibeles durant l'era imperial romana.